# Claiborne megye (Tennessee)
Claiborne megye az Amerikai Egyesült Államokban, azon belül Tennessee államban található. Megyeszékhelye Tazewell, legnagyobb városa Harrogate. Lakosainak száma 32 043 fő (2020. április 1.). Claiborne megye Bell, Lee, Hancock, Grainger, Union, Campbell és Whitley megyékkel határos.

## Népesség
A megye népességének változása:
| Lakosok száma | 32 229 | 32 055 | 31 673 | 31 560 | 31 709 | 32 043 |
|               | 2010   | 2011   | 2012   | 2013   | 2015   | 2020   |